# گئورگ اومبنهاور
گئورگ اومبنهاور (انگلیسی: Georg Umbenhauer; ۲۰ سپتامبر ۱۹۱۲ – ۱۵ دسامبر ۱۹۷۰) دوچرخه‌سوار اهل آلمان بود.